# De Bladen voor de Poëzie
De Bladen voor de Poëzie was een literair tijdschrift voor gedichten, uitgegeven van 1937 tot 1995. De Vlaamse dichter René Verbeeck was uitgever van de eerste reeks, waarin van 1937 tot 1944 een zeventigtal titels verschenen van dichters uit die tijd, zoals René Verbeeck zelf, Paul De Vree, André Demedts, A.G. Christiaens, Jan Vercammen, Bert Peleman en Albe. Het tijdschrift kwam tijdens de 2de wereldoorlog in de problemen door papiergebrek, kwam in 1943 in handen van de collaborerende uitgeverij Steenlandt (Brussel), en verdween daarmee uiteindelijk. In 1953 werd het tijdschrift opnieuw opgestart door Herman Van Fraechem,  directeur van het Lierse Ursulinenklooster, en René Verbeeck werd lid van het leescomité.